# Terry Branstad
Terry Edward Branstad (Leland, 17 de novembro de 1946) é um político norte-americano membro do Partido Republicano, ex-governador do Iowa (2011-2017) e atual embaixador dos EUA na China. Branstad governou o Iowa pela quinta vez, assumindo em 14 de janeiro de 2011, já tendo sido governador entre 1983 a 1999. Foi também presidente da Universidade de Des Moines entre 2003 a 2009.
Em 2 de novembro de 2010 foi eleito governador com 53% dos votos derrotando o então governador Chet Culver, Branstad obteve mais de 580 mil votos contra 480 mil votos de Culver.
Em 12 de julho de 2017 tomou posse como embaixador na China.